# Sint-Lambertuskerk (Geistingen)
De Sint-Lambertuskerk is de parochiekerk van het Belgische Geistingen, gelegen aan Vroenhof 5.

## Geschiedenis
Reeds in de 8e eeuw bestond in Geistingen een parochie, die een kerk bezat aan de huidige Pastorijstraat, waar zich ook een oud kerkhof bevond. Reeds in de 18e eeuw werd gewag gemaakt van de bouwvallige toestand van deze kerk.
In 1837 begon de afbraak van de oude kerk en werd op dezelfde plaats, gedeeltelijk met materiaal van deze kerk, een nieuwe kerk gebouwd. Tijdens de werkzaamheden stortte echter een deel van de nieuwe kerk in. Het koor van de oude kerk werd omgebouwd tot een Sint-Barbarakapel, later in gebruik als de grafkapel Rutten. Voordat men verderging met de werkzaamheden kwam er ruzie over de plaats van de nieuwe kerk. Zo was Jan Teuwen uit Kinrooi, voorzitter van de kerkfabriek, voorstander van een nieuwe plaats omdat hij op 11 maart 1839 een bouwgrond van 8 are schonk aan de kerkfabriek op voorwaarde dat hier de nieuwe kerk zou komen. In 1839 begint men met de bouw van een nieuwe kerk op de huidige plaats.
Het werd een neoromaanse, oorspronkelijk eenbeukige kruiskerk, in baksteen, met voorstaande westertoren, een schip van vier traveeën , een rechthoekig voorkoor en een halfronde apsis. Deze voorlopige kerk was een hele vooruitgang voor het dorp. In 1878 werd een nieuwe sacristie toegevoegd en ook werden er, onder verantwoordelijkheid van pastoor Petrus van den Boorn, de nodige reparaties uitgevoerd. Van 1899-1900 werd de kerk door Jozef Tonnaer uit Delft vergroot, waarbij een zijbeuk en een transept werd toegevoegd, en het koor werd vernieuwd. Op 29 mei 1900 legde vicaris generaal Martinus Rutten daartoe de eerste steen. In 1929
Monseigneur Rutten had rond 1900 het koor van de kerk door Muermans uit Roermond laten versieren met muurschilderingen, die het Laatste Oordeel voorstelden. Al deze schilderingen werden op doek geschilderd. Zij werden in 1967 afgehaald en belandden op een kast. De kerk werd overschilderd. In 1900 schonken de inwoners 200 frank aan de kerkfabriek voor het plaatsen van 5 glas in loodramen. In 1933 werd er door de overheid toestemming geven tot het plaatsen van de huidige glasramen.
In 1909 werd de kerktoren verhoogd. Het plan was weer van architect Jozef Tonnaer. Ook kreeg de kerk twee nieuwe klokken. Deze werden in 1943 door de Duitsers meegenomen. In 1950 kreeg de kerk opnieuw twee nieuwe klokken die op 21 januari 1950 werden ingezegend. Het angelusklokje komt nog uit de oude kerk. Het torenuurwerk werd in 1926 geplaatst. In 1929 werd de kerk voor een laatste keer uitgebreid door de aanbouw van de zuidelijke zijbeuk en de gedenkkapel van mgr. Rutten. Dit ontwerp was van Karel Gessler en werd door de Geistingse aannemer Jaak Hermans uitgevoerd.

## Orgel
Bijzonder is het orgel dat dateert uit ca. 1840 en waarschijnlijk is gebouwd door Louis Vermeulen uit Weert. Het deed al dienst in de oude kerk. In 1880 werd het uitgebreid. Het tweede klavier werd rond 1952 toegevoegd door A. Thunus (uit Malmedy). Dit was echter geen verrijking, maar de ingreep is niet onomkeerbaar. Bovendien is het een instrument dat nog een gezonde klassieke structuur bezit, nog niet aangetast werd door decadentieverschijnselen (wegens concurrentieslag) die rond 1900 intraden en het zou nog steeds perfect zijn functie kunnen vervullen in de kerk. De grafkapel van mgr. Rutten en zijn broer Kanunnik Rutten zijn beschermd als monument. Begin mei 2009 werd een orgelinspectie verricht met als doel het orgel op de monumentenlijst te plaatsen, hetgeen een restauratie tot gevolg moet hebben. Zeker in de regio bezien is dit orgel een waardevol instrument te noemen. Na restauratie zal het orgel, mede door de goede akoestiek van de kerk, uitermate geschikt zijn om er regelmatig orgelconcerten te geven.

## Interieur
Een gepolychromeerd beeld van Onze-Lieve-Vrouw met Kind is uit het midden van de 16e eeuw. Voorts is er een 18e-eeuws gepolychromeerd Sint-Lambertusbeeld. Er is een barokke biechtstoel uit de 18e eeuw, en uit dezelfde tijd is de sculptuur die in het neogotische hoofdaltaar (1901) werd verwerkt. De meeste meubelen in de kerk zijn 19e-eeuws.

## Pastoors

### Joannes Peters
De eerste officiële pastoor van Geistingen als zelfstandige parochie was Joannes Peters (1818-1857). Hij werd geboren in het Noord-Brabantse dorp Zeeland op 1 december 1785 en priester gewijd te Münster in 1813. In 1816 werd hij kapelaan te Neeritter. In 1818 werd hij deservitor (kapelaan) te Geistingen en in 1837 pastoor, wat hij tot 1857 bleef. Hij bleef wonen in de woning Pastorijstraat 1, waar hij als op rust gesteld pastoor overleed op 15 oktober 1861 en werd begraven op het oude kerkhof. Onder hem werd Geistingen een zelfstandige parochie en kreeg het ook een nieuwe kerk. Pastoor Peters had een nichtje Petronella Zegers, eveneens geboren in Zeeland in 1806. Zij leerde in Geistingen Renier Rutten kennen, met wie zij trouwde en een zoon kreeg, Martin-Hubert Rutten, de eerste Vlaamse bisschop van Luik (1902-1927).

### August Dreesen
De tweede pastoor van Geistingen was August Dreesen (1857-1869), geboren te Bree en priester gewijd in 1845. Hij werd kapelaan te Wurfeld en in 1854 coadjutor te Kinrooi. Drie jaar later, op 29 december 1857, haalde Geistingen hem in als pastoor. Hij zou hier blijven tot 1869, toen werd hij overgeplaatst, naar Koninksem. Vandaar is hij in 1876 pastoor geworden te Sint-Lambrechts-Herk, waar hij twee jaar nadien op 28 februari 1878 overleed.

### Petrus van den Boorn
De derde pastoor van Geistingen was Petrus van den Boorn (1869-1886). Hij werd geboren te Maastricht op 11 april 1824, priester gewijd te Luik in 1850. Na zijn ontslag op 62-jarige leeftijd, trok hij in bij de Kruisheren te Maaseik, waar hij overleed 16 april 1904. Naar zijn wens werd hij te Geistingen begraven. Hij maakte de Pauselijke Zoeaven mee, de Frans-Duitse oorlog, de slijtage van de nieuwe kerk en de oprichting van het schooltje in de Beekstraat .

### Franciscus Nulens
De vierde pastoor van Geistingen was Franciscus Nulens (1886-1896). Hij werd geboren te Martenslinde in 1853. Na 8 jaar leraar in de Normaalschool te Sint-Truiden werd hij in 1886 pastoor te Geistingen, van waar hij op 1 oktober 1896 overgeplaatst werd naar Millen. In 1910 bekwam aldaar zijn ontslag.

### Edgard-Jozef Brauns
De vijfde pastoor van Geistingen was Edgard-Jozef Brauns (1896-1903). Hij werd geboren te Maaseik in 1860, priester gewijd te Luik in 1883, kapelaan te Herk-de-Stad in 1884, kapelaan en leraar in Sint-Truiden in 1889 en pastoor te Geistingen van 1896 tot 1903. Vanaf dan pastoor te Alken tot aan zijn dood in 1943.

### Alfons Overman
De zesde en meest spraakmakende pastoor van Geistingen was Alfons Overman (1903-1950). Op 23 oktober 1903 kwam Alfons Overman pastoor Brauns aflossen. Hij verbleef hier tot aan zijn overlijden op 15 februari 1950. Overman werd geboren te Urmond in 1868, priester gewijd te Luik in 1892, professor te Hasselt in 1891, kapelaan te Neerpelt in 1892. Hij was dus tot aan zijn dood in 1950, 47 jaar lang dus, pastoor van onze parochie. Hij was werkelijk een goede herder voor zijn schapen. Hij deed letterlijk en figuurlijk een klok luiden in Geistingen.
Hij had een grote verering voor O.-L.-Vrouw. De goede moeder had hem zichtbaar beschermd en hem wonderbaarlijk bevrijd uit de gevangenis(wegens onderbrengen van een Engelse piloot in de sacristie) en van de ter dood veroordeling door de vijand in 1941.

### Jan Aelbers
Hij werd als zevende pastoor ingehaald op 23 april 1950. Joannes Lambertus Aelbers werd geboren te Uikhoven in 1903. Priester gewijd te Luik in 1930, leraar Sint-lambertuscollege te Peer 1930-1947, directeur van 1947 tot 1950, pastoor van Geistingen van 1950 tot 1973 of 23 jaar. Rustend pastoor te Kinrooi, overleden te Maaseik in 1982 en begraven te Uikhoven.

### Frans Aelbers
Hij was onze achtste pastoor. Hij was ook een broer van pastoor Jan Aelbers die hij kortstondig 1973-1975 opvolgde. Deze minzame missionaris kon schijnbaar moeilijk overweg met de harde Westerse mentaliteit.

### Willy Reyskens
Hij was de negende pastoor van de kerk. Reyskens werd geboren te Genk in 1930 en priester gewijd te Luik in 1956. Hij was kapelaan te Hamont van 1956 tot 1959 en te Kinrooi van 1959 tot 1975. Sinds 1975 tot aan zijn plotse dood in 1998 was hij pastoor te Geistingen. Meteen officieel de laatste!
Geistingen kende vanaf zijn ontstaan als zelfstandige parochie in 1837 tot aan het overlijden van pastoor Reyskens en het ontstaan van de federatie in 1998- of gedurende 161 jaar - slechts 9 pastoors. De eerwaarde Heren Overman(47j.) en Peters(39j.) bleven elk ongeveer een halve eeuw, Pastoor Frans Aelbers slechts 2 jaar.

### Federatie
Sedert de dood van pastoor Reyskens in 1998 worden de parochies Geistingen, Kessenich en Ophoven bestuurd als federatie. De priesterlijke taken worden waargenomen door de pastoor van Ophoven, EH Hugo Plessers en Pastoor van Kessenich ,EH Jaak Leen.

### Hugo Plessers
Hugo Plessers werd geboren te Meeuwen in 1931. Na zijn priesterwijding in 1956 was hij leraar aan het klein seminarie te Sint-Truiden en aan het college van Houthalen. Vervolgens was hij kapelaan te Zolder en te Houthalen-Oost. Van 1977-1989 was hij pastoor te Korspel en vanaf 1989 pastoor van Ophoven. Sedert 1998 nam hij samen met Pastoor Leen de diensten van Geistingen waar. Sedert augustus 2004 is hij op rust gesteld en verblijft hij in een serviceflat van het bejaardenhuis Zorgvlied te Molenbeersel. Hij overleed in de morgen van 6 september 2010 in het Ziekenhuis Maas en Kempen te Maaseik.

### Jaak Leen
Jaak Leen werd geboren in 1935 te Grote-Brogel. Hij werd priester gewijd in 1961. Als licentiaat moderne geschiedenis doceerde hij van 1965-1971 te Lommel en van 1971-1994 te Tongeren. In 1994 werd hij benoemd te Kessenich. En sedert 1998 maakt hij samen met confrater Plessers deel uit van de federatie. Hij is vermoedelijk de laatste priester die enkel zal instaan voor Geistingen-Ophoven-Kessenich.